# Naarjärvi
Naarjärvi eller Naarajärvi är en sjö i Finland. Den ligger i Salo stad i landskapet Egentliga Finland, i den södra delen av landet, 90 km väster om huvudstaden Helsingfors. Naarjärvi ligger 46,9 meter över havet. I omgivningarna runt Naarjärvi växer i huvudsak barrskog. Arean är 2,1 kvadratkilometer och strandlinjen är 15,44 kilometer lång. Sjön  ingår i Kisko ås och Bjärnå å huvudavrinningsområde. 